# Kapitalkostensatz
Der Kapitalkostensatz ist in der Betriebswirtschaftslehre ein Kostensatz, der bei der Beschaffung eines Finanzierungstitels für Eigenkapital oder Fremdkapital als erwarteter Zinssatz anfällt.

## Allgemeines
Der Kapitalkostensatz spielt bei der Unternehmensbewertung sowie bei der Investitionsplanung eine Rolle, wenn bei letzterer die Finanzierungsalternativen durch Eigen- oder Fremdkapital optimiert werden sollen. Kapitalkosten entstehen, wenn ein Unternehmen für die Finanzierung von Investitionen Eigenkapital einsetzt und/oder sich Fremdkapital für sie beschafft. Sie sind Opportunitätskosten für den Verzicht auf eine alternative Kapitalverwendung. Kapitalkosten {\displaystyle K_{c}} sind das Produkt aus dem Kapitalkostensatz {\displaystyle r\left(U\right)} eines Finanzierungstitels und dessen Preis {\displaystyle p}
{\displaystyle K_{c}=r\left(U\right)\cdot p}.
Der Kapitalkostensatz spiegelt die Renditeforderungen (Eigenkapital) oder Opportunitätskosten (Fremdkapital) der Kapitalgeber (Gesellschafter bzw. Gläubiger) wider. Die Renditeforderungen ergeben sich aus dem risikofreien Zinssatz zuzüglich der Risikoprämie abzüglich des Betafaktors.

## Arten
Unterschieden wird der
- Eigenkapitalkostensatz für einen Kapitalbeteiligungstitel. Nach CAPM setzen sich die Eigenkapitalkosten aus einem risikofreien Zinssatz zuzüglich der Risikoprämie für das Unternehmerrisiko zusammen.[4]
- Fremdkapitalkostensatz für einen Forderungstitel. Der langfristige Fremdkapitalkostensatz kann durch den Marktzins einer langfristigen Unternehmensanleihe bestimmt werden.[5]
- Gesamtkapitalkostensatz für ein ganzes Unternehmen.

Da Finanzierungstitel auch „zusammengepackt“ werden können (zum Beispiel in einen Fonds oder bei Mezzanine-Finanzierungen), gibt es auch für jeden zusammengesetzten Finanzierungstitel einen Kapitalkostensatz. So lässt sich das Eigenkapital eines Unternehmens als zusammengesetzter Finanzierungstitel aller Beteiligungstitel des Unternehmens auffassen und entsprechend das Fremdkapital eines Unternehmens als zusammengesetzter Finanzierungstitel aller Forderungstitel des Unternehmens.

## Gesamtkapitalkostensatz
Der Gesamtkapitalkostensatz ist die Addition des Eigenkapital- und Fremdkapitalkostensatzes. Er hängt von der Kapitalstruktur eines Unternehmens ab. Die Kapitalstruktur wiederum beeinflusst die Kostenstruktur (je mehr Fremdfinanzierung, umso höher steigt ceteris paribus die Zinsaufwandsquote).
Sei
- {\displaystyle U} ein Unternehmen, dessen Passiva lediglich aus vorrangigem Fremdkapital und nachrangigem Eigenkapital bestehen,
- {\displaystyle EK\left(U\right)} das Eigenkapital des Unternehmens {\displaystyle U},
- {\displaystyle FK\left(U\right)} das Fremdkapital des Unternehmens {\displaystyle U},
- {\displaystyle r\left(EK\left(U\right)\right)} der Eigenkapitalkostensatz des Unternehmens {\displaystyle U},
- {\displaystyle r\left(FK\left(U\right)\right)} der Fremdkapitalkostensatz des Unternehmens {\displaystyle U},
- {\displaystyle r\left(U\right)} der Gesamtkapitalkostensatz des Unternehmens {\displaystyle U},
- {\displaystyle V\left(EK\left(U\right)\right)} der Marktwert des Eigenkapitals des Unternehmens {\displaystyle U},
- {\displaystyle V\left(FK\left(U\right)\right)} der Marktwert des Fremdkapitals des Unternehmens {\displaystyle U},
- {\displaystyle V\left(U\right)} der Marktwert des Unternehmens {\displaystyle U}.

Dann gilt wegen
{\displaystyle V\left(U\right)=V\left(EK\left(U\right)\right)+V\left(FK\left(U\right)\right)}:
{\displaystyle r\left(U\right)={{r\left(EK\left(U\right)\right)\cdot V\left(EK\left(U\right)\right)+r\left(FK\left(U\right)\right)\cdot V\left(FK\left(U\right)\right)} \over {V\left(U\right)}}} beziehungsweise
{\displaystyle r\left(U\right)={{r\left(EK\left(U\right)\right)\cdot V\left(EK\left(U\right)\right)+r\left(FK\left(U\right)\right)\cdot V\left(FK\left(U\right)\right)} \over {V\left(EK\left(U\right)\right)+V\left(FK\left(U\right)\right)}}}
{\displaystyle r\left(U\right)\cdot V\left(U\right)=r\left(EK\left(U\right)\right)\cdot V\left(EK\left(U\right)\right)+r\left(FK\left(U\right)\right)\cdot V\left(FK\left(U\right)\right)}.

## Modifizierter Kapitalkostensatz
Bei Verzicht auf die Annahme vollkommener Kapitalmärkte werden Kapitalkostensätze unmittelbar aus messbaren Risikoinformationen der Zahlungsreihe (gemäß Planung) abgeleitet. Vom Kapitalmarkt ist damit nur die Bestimmung des Marktpreises des Risikos erforderlich, nicht aber die Bestimmung des Risikomaßes (z. B. des Eigenkapitalbedarfs). Derartige Ansätze berücksichtigen damit die Verfügbarkeit überlegener Informationen über die Zahlungsreihe (z. B. bei der Unternehmensführung gegenüber dem Kapitalmarkt) und gegebenenfalls auch die Bewertungsrelevanz nicht diversifizierter unternehmensspezifischer Risiken.
Zur Berechnung des Kapitalkostensatzes (WACC) in Abhängigkeit vom Eigenkapitalbedarf als Risikomaß wird die folgende Formel herangezogen
{\displaystyle WACC^{\text{mod}}=k_{\mathrm {EK} }{\frac {\text{Eigenkapitalbedarf}}{\text{Gesamtkapital}}}+k_{\mathrm {FK} }{\frac {{\text{Gesamtkapital}}-{\text{Eigenkapitalbedarf}}}{\text{Gesamtkapital}}}\cdot (1-s)}.
Ein zunehmendes Risiko mit einem höheren Bedarf an „teurem“ Eigenkapital führt zu steigenden Gesamtkapitalkostensätzen (WACC)({\displaystyle k_{\mathrm {EK} }>k_{\mathrm {FK} }}). Der Eigenkapitalbedarf (EKB) als Risikomaß und die Eigenkapitalkosten sind abhängig von den durch die Fremdkapitalgebern maximal akzeptierten Ausfallwahrscheinlichkeit {\displaystyle p}. Um die Einzelrisiken – systematische und nicht diversifizierte unsystematische – eines Unternehmens zum Eigenkapitalbedarf zu aggregieren, müssen diese zunächst durch Wahrscheinlichkeitsverteilungen beschrieben und dann denjenigen Positionen der Unternehmensplanung zugeordnet werden, bei denen diese zu Planabweichungen führen können. Mit Hilfe von Simulationsverfahren (Monte-Carlo-Simulation) wird anschließend eine große repräsentative Stichprobe möglicher risikobedingter Zukunftsszenarien der Unternehmensentwicklung ausgewertet, was Rückschlüsse auf den Umfang risikobedingter Verluste zulässt.
Für den Eigenkapitalbedarf ist ein „passender“ Eigenkapitalkostensatz zu berechnen, der ebenfalls von {\displaystyle p} abhängig ist. Eine einfache Abschätzung wird durch die folgende Methode möglich, die als Alternativinvestition zum Unternehmen eine Anlage des Eigenkapitals in das Marktportfolio (Aktien) unterstellt.
Dabei wird berechnet, welche erwartete Rendite das Investment in ein Aktienportfolio (Marktportfolio) hätte, wenn dieses aufgrund eines Einsatzes von Fremdkapital die gleiche Ausfallwahrscheinlichkeit aufweisen würde (Opportunitätskosten). In Abhängigkeit von der erwarteten Rendite des Marktportfolios ({\displaystyle r_{m}^{e}}), der Standardabweichung dieser Rendite ({\displaystyle \sigma _{m}}) und der akzeptierten Ausfallwahrscheinlichkeit {\displaystyle p} erhält man damit folgende ratingabhängige (p-abhängige) Eigenkapitalkosten:
{\displaystyle r_{\mathrm {EK} ,p}^{e}={\frac {r_{m}^{e}-(1-a)\cdot k_{\mathrm {FK} ,p}}{a}}}
mit
{\displaystyle a=-\left(r_{m}^{e}+q_{p}\cdot \sigma _{M}\right)}
{\displaystyle k_{\mathrm {EK} ,p}=r_{\mathrm {EK} ,p}^{e}={\frac {r_{m}^{e}-(1+(r_{m}^{e}+q_{p}\cdot \sigma _{M}))\cdot k_{\mathrm {FK} ,p}}{-(r_{m}^{e}+q_{p}\cdot \sigma _{M})}}={\frac {r_{m}^{e}\cdot (1-k_{\mathrm {FK} ,p})-(1+q_{p}\cdot \sigma _{M})\cdot k_{\mathrm {FK} ,p}}{-(r_{m}^{e}+q_{p}\cdot \sigma _{M})}}}.
Dabei ist {\displaystyle a} der Eigenkapitalanteil am Portfolio (EKB in Prozent des Investments), so dass die Ausfallwahrscheinlichkeit {\displaystyle p} erreicht wird. Zudem ist {\displaystyle q_{p}} der Wert der invertierten Verteilungsfunktion der Standardnormalverteilung zum Konfidenzniveau {\displaystyle \alpha =1-p} und {\displaystyle k_{\mathrm {FK} ,p}} die erwartete Rendite des Fremdkapitals bei akzeptierter Ausfallwahrscheinlichkeit p (nicht der Fremdkapitalzinssatz).

## Wirtschaftliche Aspekte
Der reine Eigenkapitalkostensatz setzt voraus, dass ein Unternehmen kein Fremdkapital aufweist, was allgemein nicht der Fall ist. Ein reiner Eigenkapitalkostensatz würde ausschließlich durch das Investitionsrisiko bestimmt, während ein Eigenkapitalkostensatz nebst Verschuldung auch das gesamte Finanzierungsrisiko enthält.
Entspricht der Fremdkapitalkostensatz dem risikofreien Zinssatz, unterliegt aus Sicht der Unternehmensbewertung das im Unternehmen vorhandene Fremdkapital keinem Ausfallrisiko. Dann fällt für Kreditgeber keine Risikoprämie an, das Debt-Beta beträgt „null“. Die Fremdkapitalkosten {\displaystyle k} setzen sich auf Grundlage der CAPM-Formel zusammen aus dem risikofreien Zinssatz {\displaystyle r_{t}} und dem Betafaktor {\displaystyle \beta }, multipliziert mit der Marktrisikoprämie {\displaystyle MRP}:
{\displaystyle k=(r_{t}+\beta )\cdot MRP}.
Eine optimale Kapitalstruktur liegt vor, wenn der Eigenkapital- und Fremdkapitalanteil zur Maximierung des Unternehmenswertes beiträgt. Aus Sicht des Kapitalkostensatzes ist eine optimale Kapitalstruktur Franco Modigliani und Merton H. Miller zufolge vorhanden, wenn die Kapitalkosten – unter sonst gleichbleibenden Bedingungen – ohne externe Einflüsse (etwa Senkung der Kreditzinsen) gesenkt werden können. Die traditionelle These geht davon aus, dass es nur eine optimale Kapitalstruktur geben kann, welche die Kapitalkosten senke.